# نيكينيكي فوروبارافو
نيكينيكي فوروبارافو (من مواليد 3 ديسمبر 1951) هو سياسي فانواتي،يشغل منصب رئيس فانواتو منذ 23 يوليو 2022،وذلك بعد فوزه في الانتخابات الرئاسية الغير المباشرة في يوليو 2022،لانتخاب رئيس جديد لفانواتو،شغل سابقًا منصب المفوض السامي لفانواتو لدى فيجي من 12 أكتوبر 2017 حتى 23 يوليو 2022.